# Love Sex Magic
"Love Sex Magic" es una canción grabada por la cantante estadounidense Ciara para su tercer álbum de estudio, Fantasy Ride (2009). La canción fue escrita por Timberlake y su equipo de producción, The Y's y Mike Elizondo, y también fue producida por The Y's y Elizondo. The Y's y Elizondo también produjeron el tema. La canción fue lanzada desde Fantasy Ride como el sencillo principal a nivel internacional, y fue el segundo single de ese álbum lanzado en los Estados Unidos.
La canción se aleja completamente del estilo anterior de Ciara, ya que no es una balada sensual ni incorpora influencias de Crunk&B. Adopta un sonido electro que también incorpora fuertemente la música funk a través de una presencia de guitarra de estilo retro de los años 70 y también elementos de música disco y soul. Muchos críticos señalaron las similitudes entre la canción y la música del álbum FutureSex/LoveSounds (2006) de Timberlake. Los críticos dieron a la canción críticas mixtas, elogiando el sentimiento funk y retro de la canción y la química presente entre Ciara y Timberlake. La canción fue nominada a la mejor colaboración pop con voces en la 52.ª edición de los premios Grammy.
"Love Sex Magic" alcanzó el número diez en el Billboard Hot 100 de EE. UU., convirtiéndose en el quinto éxito de Ciara como artista principal, su octavo incluyendo colaboraciones, y el primero desde "Get Up" en 2006. Fuera de los Estados Unidos, la canción alcanzó un máximo en las listas de Australia, Canadá, Francia, Alemania, Nueva Zelanda, la República de Irlanda, Suecia, Suiza y el Reino Unido. El vídeo musical también exhibe un aire retro inspirado en el espectáculo de cabaret Crazy Horse y presenta a Timberlake, Ciara y varios tipos de preliminares, así como a Ciara bailando. Por sus rutinas fue nominado a la mejor coreografía en los MTV Video Music Awards de 2009. Ciara ha interpretado la canción en televisión en varias ocasiones, como en el programa de Ellen DeGeneres y con Timberlake en Saturday Night Live.